# Iustinian I
Iustinian I (Flavius Petrus Sabbatius Justinianus; n. 11 mai 482 d.Hr., Taurision (Serbia)⁠(d), Imperiul Roman de Răsărit – d. 14 noiembrie 565 d.Hr., Constantinopol, Imperiul Roman de Răsărit) a fost împărat roman în perioada 527-565.

## Biografie
Iustinian s-a născut pe data de 11 mai 482 în satul Tauresium (într-o familie de țărani traco-romani sau iliro-romani), sat situat lângă Justiniana Prima din prefectura romană Iliria. Familia lui era vorbitoare a limbii latine, iar Iustinian era nepotul viitorului împărat Iustin I, care a făcut după anul 470 carieră militară în armata împăratului Leon I al Imperiului Roman de Răsărit (457-474).
Personaj controversat al vremii, este descris laudativ in istoria oficială a lui Procopiu, însă în scrierile lui secrete (Anecdota, Istoria secretă)  este redată adevărata lui personalitate. Lăsând la o parte părțile de text consacrate soției lui Iustinian, și ele nu tocmai laudative, scrierile lui Procopiu îl înfațișează ca fiind un tiran însetat de sânge. Dacă în istoria creștină Iustinian este descris ca apărător al creștinismului, inclusiv creștinii epocii îl vedeau ca pe un tiran care a condamnat la moarte si a ucis pe toți cei care aveau alte opinii sau credințe religioase. Iustinian introducea ad-hoc precepte religioase pe care le impunea cu forța și sub amenințarea cu moartea tuturor supușilor. Acesta și multe alte abuzuri au dus la răscoala Nika pe care Iustinian a reprimat-o în forță. Sursele epocii spun că hipodromul s-a umplut de cei uciși de către forțele lui Iustinian în acea perioada.

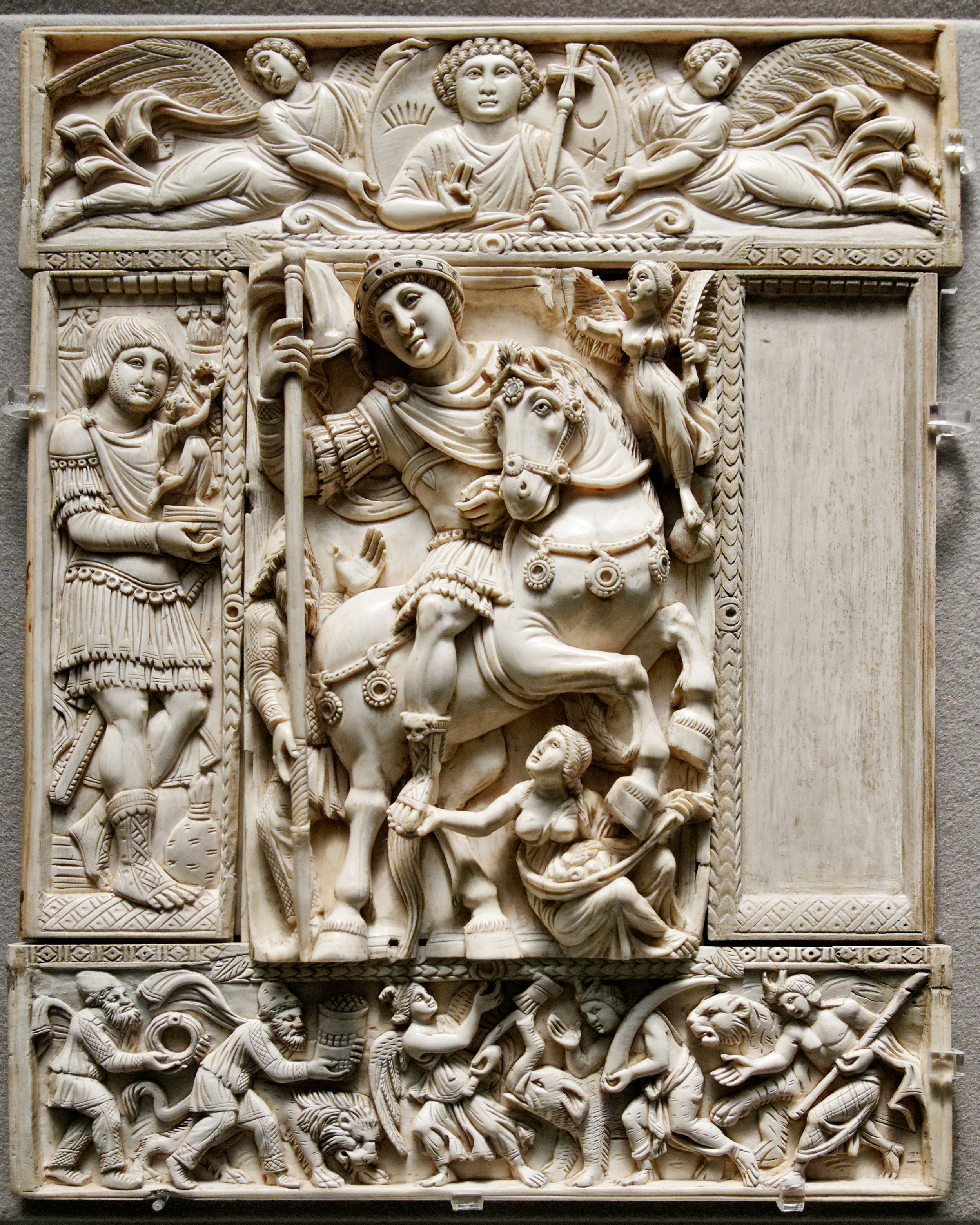
Împăratul în triumf asupra barbarilor (împăratul este cel mai probabil Iustinian I)

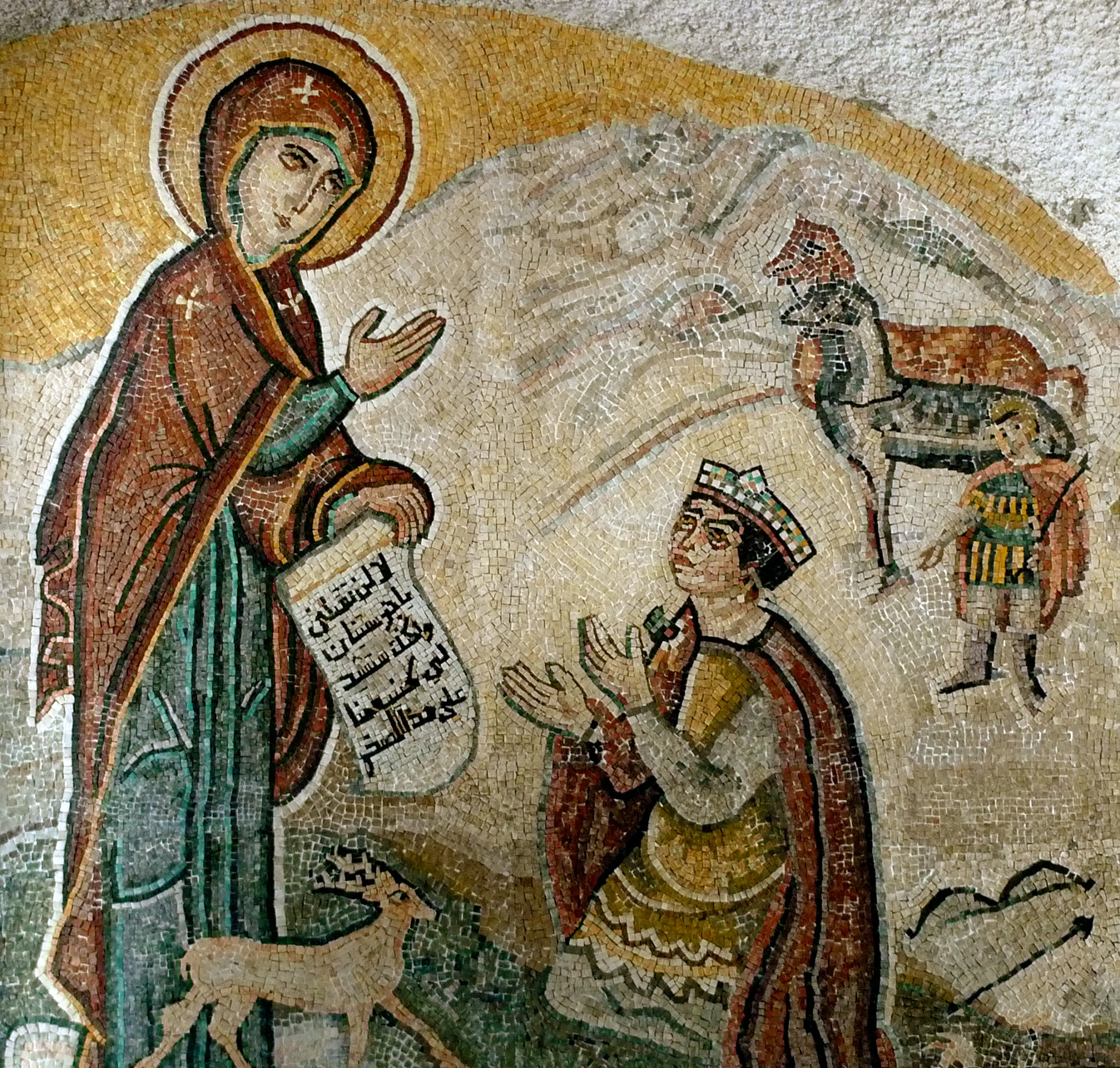
Viziunea împăratului Iustinian, Mănăstirea Maicii Domnului din Saidnaya, Siria.

Proiectul lui Iustinian a fost să reconstruiască Imperiul Roman prin aducerea sub controlul Constantinopolului a fostelor provincii din partea vestică a bazinului mediteranean. A reușit în parte prin generalul său Belisarie care a cucerit nordul Africii și Peninsula Italică. Încercările grele din punct de vedere militar și financiar de cucerire a Italiei, începute de Belisarie și încheiate de Narses (un alt general) nu au avut un efect îndelungat. În 568, venirea longobarzilor acolo a distrus opera lui Iustinian. Procopiu, în istoria secretă îl descrie pe Iustinian ca pe un lider incompetent de o cruzime greu de închipuit. Populația locală din peninsula Italică, deja sărăcită după căderea imperiului roman de apus, începuse să își revină și să se organizeze în mici forme de guvernare. Practicau desigur o agricultură de subzistență, însă forțele lui Iustinian au distrus tot ce mai putea reprezenta un mijloc de redresare în peninsula Italică, practic aducând regiunea în pragul colapsului. Efectul lui Iustinian asupra peninsulei Italice a fost devastator, aruncând-o în secole de instabilitate politică și economică. Victoriile militare așadar au fost atenuate de incompetența și brutalitatea lui Iustinian.
Evenimentul intern cel mai important a fost răscoala Nika din Constantinopol. Opozanții lui Iustinian au proclamat un alt împărat, pe Hepatius, nepotul fostului împărat Anastasiu I. În timp ce Iustinian vedea situația ca și pierdută, soția sa, împărăteasa Teodora, o fostă artistă de circ, s-a opus retragerii din capitală. Prin negocieri purtate de Narses cu revoltații și prin atacul surprinzător al lui Belisarie cu trupele loiale împăratului în hipodrom, unde s-au adunat revoltații, răscoala a fost zdrobită.
Una dintre cele mai mari realizări ale lui Iustinian este codificarea dreptului roman începută în 529. Iustinian a încercat să revitalizeze societatea romană, aflată în ultimul stadiu al descompunerii, printr-o uriașă operă de sistematizare a dreptului clasic și postclasic, astfel încât să poată fi aplicat la realitățile secolului al VI-lea din Imperiul Roman.
Iustinian a jucat un rol important în istoria Bisericii. El însuși a întocmit tratate religioase, a condus adunări bisericești (sinoade) și a întemeiat episcopia Iustiniana Prima. A reconstruit biserica Hagia Sophia (Sfânta Înțelepciune) în forma ei actuală, un monument remarcabil al arhitecturii universale. 
Iustinian a interzis scrierile nestoriene. Edictul prevedea pedeapsa cu moartea pentru cei la care se vor fi găsit astfel de scrieri.
A murit pe data de 14 noiembrie 565 în Constantinopol.